# Liste des drapeaux de Suisse K
Pour les communes suisses commençant par K. Pour plus d'informations sur les conceptions, s'il vous plaît lire l'article d'une commune.

Knutwil
Küsnacht
Küssnacht